# Džundži Itó
Džundži Itó (japonsky 伊藤 潤二, Itó Džundži; * 31. července 1963) je japonský tvůrce hororové mangy. Mezi nejznámější díla patří Tomie (1987) a Spirála (2000).

## Biografie
Džundži Itó se narodil 31. července 1963 ve městě Sakašita, nyní oblast spadá pod město Nakacugawa v prefektuře Gifu. Mangu začal číst díky starším sestrám již v dětství, hlavně Kazua Umezu a Šin’ičiho Kogu. Celé dětství prožil na venkově poblíž města Nagano.
S malováním začal ve svých čtyřech letech, přičemž čerpal inspiraci z mangy, kterou četl. V roce 1984 začal pracovat jako zubní technik, manga však stále zůstávala jeho koníčkem. Studium zdravotnické školy, hlavně anatomie, uplatnil v budoucí tvorbě.

### Osobní život
V roce 2006 se Itó oženil s Ajako Išiguro, autorkou obrázkových knih. Mají spolu dvě děti.

## Inspirace a motivy

### Inspirace
Jako své inspirace mezi ostatními umělci citoval hlavně Kazua Umezu, Hidešiho Hinu, Šin'ičiho Kogu, Jasutaku Cucuie, Edogawu Rampa a H. P. Lovecrafta.
Později také uvedl, že obdivuje dílo Guillerma del Tora. Na jeho díla měla také vliv tvorba H. R. Gigera a Salvadora Dalího.

### Témata
Díla Džundžiho Itóa se dotýkají mnoha žánrů hororu, nejčastěji ale lovecraftovského či kosmického hororu. Itóovy světy jsou kruté a temné, zachycují často nezaslouženou tragédii postav. Itó v několika rozhovorech uvedl, že čerpá z vlastních obav a strachů, jako je třeba smrt, válka, brouci a další.